# Nesasio solomonensis
Nesasio solomonensis е вид птица от семейство Совови (Strigidae), единствен представител на род Nesasio. Видът е почти застрашен.

## Разпространение
Видът е разпространен в Папуа Нова Гвинея и Соломоновите острови.